# جیرسرچوکام
جیرسرچوکام، روستایی است از توابع بخش چوکام شهرستان خمام در استان گیلان ایران.

## جمعیت
این روستا در دهستان چوکام قرار دارد و براساس سرشماری مرکز آمار ایران در سال ۱۳۹۵، جمعیت آن ۱۴۱۲ نفر (۳۹۰خانوار) بوده‌است.
```
[
۲
]
```